# Determinante (algebra)

Una trasformazione lineare del piano cartesiano è descritta da una matrice quadrata. Il determinante della matrice fornisce delle informazioni sulla trasformazione: il valore assoluto descrive il cambiamento di area, mentre il segno descrive il cambiamento di orientazione. Nell'esempio qui riportato, la matrice ha determinante -1: quindi la trasformazione preserva le aree (un quadrato di area 1 si trasforma in un parallelogramma di area 1) ma inverte l'orientazione del piano.

Il volume di questo parallelepipedo è il valore assoluto del determinante della matrice formata dai vettori e. Questa relazione fra volume e determinante è valida in qualsiasi dimensione.

In algebra lineare, il determinante di una matrice quadrata è un numero che descrive alcune proprietà algebriche e geometriche della matrice. Si tratta di un potente strumento usato in vari settori della matematica, ad esempio nello studio dei sistemi di equazioni lineari, nel calcolo infinitesimale a più dimensioni (ad esempio nello Jacobiano), nel calcolo tensoriale, nella geometria differenziale, o nella teoria combinatoria.
Il significato geometrico principale del determinante si ottiene interpretando la matrice quadrata {\displaystyle A} di ordine {\displaystyle n} come trasformazione lineare di uno spazio vettoriale a {\displaystyle n} dimensioni: con questa interpretazione, il valore assoluto di {\displaystyle \det(A)} è il fattore con cui vengono modificati i volumi degli oggetti contenuti nello spazio (anche se ciò è improprio senza considerare il significato di misura). Se è diverso da zero, il segno del determinante indica inoltre se la trasformazione {\displaystyle A} preserva o cambia l'orientazione dello spazio rispetto agli assi di riferimento.
Esso viene generalmente indicato con {\displaystyle \det(A)} e, a volte, con {\displaystyle |A|}. Quest'ultima notazione è più compatta, ma anche più ambigua, in quanto utilizzata talvolta per descrivere una norma della matrice.

## Definizione
Il determinante di una matrice 2 × 2 è pari a:
{\displaystyle \det {\begin{pmatrix}a&b\\c&d\end{pmatrix}}=ad-bc.}
Per definire il determinante di una generica matrice quadrata {\displaystyle n\times n} si possono seguire due approcci: quello assiomatico, che definisce il determinante come l'unica quantità che soddisfa alcuni assiomi, e quello costruttivo tramite una formula esplicita. Esistono poi vari metodi di calcolo che risultano più agevoli a seconda del contesto.

### Definizione tramite assiomi
Sia {\displaystyle K^{n\times n}} lo spazio vettoriale delle matrici quadrate {\displaystyle n\times n} a valori nel campo {\displaystyle K} (ad esempio, il campo dei numeri reali o complessi).
Il determinante è l'unica funzione {\displaystyle \det \colon K^{n\times n}\to K} avente le proprietà seguenti: 
- {\displaystyle \det I=1} dove la matrice {\displaystyle I} è la matrice identità di ordine {\displaystyle n}.
- Si comporta nel modo seguente rispetto all'algoritmo di Gauss-Jordan:
  - se {\displaystyle B} è ottenuta scambiando due righe o due colonne di {\displaystyle A}, allora {\displaystyle \det B=-\det A;}
  - se {\displaystyle B} è ottenuta moltiplicando una riga o una colonna di {\displaystyle A} per {\displaystyle k\in K}, allora {\displaystyle \det B=k\det A;}
  - se {\displaystyle B} è ottenuta sommando un multiplo di una riga o di una colonna rispettivamente di {\displaystyle A} a un'altra, allora {\displaystyle \det B=\det A.}

Le proprietà elencate hanno un significato geometrico: sono le proprietà che deve verificare una funzione il cui valore assoluto è il volume del poliedro individuato dai vettori riga della matrice {\displaystyle B} e il cui segno è positivo se e solo se tali vettori sono equiorientati alla base canonica.

### Definizione costruttiva
Il determinante di una matrice {\displaystyle A_{n\times n}} può essere definito in un modo più costruttivo, tramite la formula di Leibniz:
{\displaystyle \det(A):=\sum _{\sigma \in S_{n}}\operatorname {sgn}(\sigma )\prod _{i=1}^{n}a_{i,\sigma (i)}.}
Nella formula, {\displaystyle S_{n}} è l'insieme di tutte le permutazioni {\displaystyle \sigma } dell'insieme numerico {\displaystyle \{1,2,\ldots ,n\}}, {\displaystyle \operatorname {sgn}(\sigma )} denota il segno della permutazione ({\displaystyle +1} se {\displaystyle \sigma } è una permutazione pari, {\displaystyle -1} se è dispari) e {\displaystyle \sigma (i)} indica l'{\displaystyle i}-esimo elemento della permutazione.
Da questa formula si vede che il numero di elementi della sommatoria è uguale a {\displaystyle n!} (la cardinalità di {\displaystyle S_{n}}).
Per esempio, il determinante di una matrice {\displaystyle 3\times 3} (cioè {\displaystyle n=3}) è
{\displaystyle {\begin{aligned}\sum _{\sigma \in S_{n}}\operatorname {sgn}(\sigma )\prod _{i=1}^{n}a_{i,\sigma _{i}}&=\operatorname {sgn}([1,2,3])\prod _{i=1}^{n}a_{i,[1,2,3]_{i}}+\operatorname {sgn}([1,3,2])\prod _{i=1}^{n}a_{i,[1,3,2]_{i}}+\operatorname {sgn}([2,1,3])\prod _{i=1}^{n}a_{i,[2,1,3]_{i}}+\operatorname {sgn}([2,3,1])\prod _{i=1}^{n}a_{i,[2,3,1]_{i}}+\operatorname {sgn}([3,1,2])\prod _{i=1}^{n}a_{i,[3,1,2]_{i}}+\operatorname {sgn}([3,2,1])\prod _{i=1}^{n}a_{i,[3,2,1]_{i}}\\&=\prod _{i=1}^{n}a_{i,[1,2,3]_{i}}-\prod _{i=1}^{n}a_{i,[1,3,2]_{i}}-\prod _{i=1}^{n}a_{i,[2,1,3]_{i}}+\prod _{i=1}^{n}a_{i,[2,3,1]_{i}}+\prod _{i=1}^{n}a_{i,[3,1,2]_{i}}-\prod _{i=1}^{n}a_{i,[3,2,1]_{i}}\\&=a_{1,1}a_{2,2}a_{3,3}-a_{1,1}a_{2,3}a_{3,2}-a_{1,2}a_{2,1}a_{3,3}+a_{1,2}a_{2,3}a_{3,1}+a_{1,3}a_{2,1}a_{3,2}-a_{1,3}a_{2,2}a_{3,1}.\end{aligned}}}
In particolare:
- Se {\displaystyle n=1}, il determinante di {\displaystyle A} è semplicemente:

{\displaystyle \det(A):=a_{1,1}.}
- Se {\displaystyle n=2}, si ottiene la formula già vista:

{\displaystyle \det(A):=a_{1,1}a_{2,2}-a_{2,1}a_{1,2}.}
- Se {\displaystyle n=3}, si ottiene:

{\displaystyle \det(A):=a_{1,1}a_{2,2}a_{3,3}+a_{1,3}a_{2,1}a_{3,2}+a_{1,2}a_{2,3}a_{3,1}-a_{1,3}a_{2,2}a_{3,1}-a_{1,1}a_{2,3}a_{3,2}-a_{1,2}a_{2,1}a_{3,3}.}
Quest'ultima formula può essere memorizzata tramite la regola di Sarrus (che non è però estendibile ai casi {\displaystyle n>3}).
La complessità della definizione costruttiva (comprese la generazione delle permutazioni) è elevata:
{\displaystyle n!\cdot (2n+1)=O(N\cdot N!).}

## Metodi di calcolo
La definizione costruttiva del determinante è spesso complicata da usare per un calcolo concreto, perché si basa su una somma di ben {\displaystyle n!} addendi. Esistono altri algoritmi che consentono di calcolare il determinante più facilmente. Ciascun metodo ha una efficienza variabile, dipendente dalla grandezza della matrice e dalla presenza di zeri.

### Matrici quadrate di ordine 2

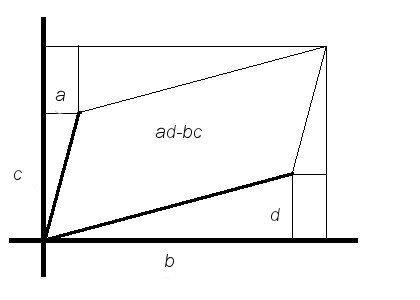
L'area del parallelogramma è il determinante della matrice

Il determinante di una matrice 2 × 2 è:
{\displaystyle \det {\begin{pmatrix}a&b\\c&d\end{pmatrix}}:=ad-bc.}
Il valore assoluto di questa espressione è uguale all'area del parallelogramma con vertici in {\displaystyle (0,0),(a,c),(b,d)} e {\displaystyle (a+b,c+d)}. Il segno del determinante (se diverso da zero) dipende invece dall'ordine ciclico con cui compaiono i vertici del parallelogramma (il segno è negativo se il parallelogramma è stato "ribaltato", e positivo altrimenti).
Come spiegato più sotto, questa proprietà geometrica si estende anche in dimensioni maggiori di 2: il determinante di una matrice {\displaystyle 3\times 3} è ad esempio il volume del poliedro i cui vertici si ricavano dalle colonne della matrice con lo stesso procedimento visto.

### Matrici quadrate di ordine 3

Calcolo del determinante di una matrice tramite un metodo equivalente alla regola di Sarrus. Questo metodo non si estende a matrici più grandi.

Il determinante di una matrice 3 × 3  è:
{\displaystyle \det {\begin{pmatrix}a&b&c\\d&e&f\\g&h&i\end{pmatrix}}=aei+bfg+cdh-gec-hfa-idb.}
Un metodo mnemonico per ricordare questa formula, espresso dalla regola di Sarrus (questo metodo non si estende a matrici più grandi), prevede di calcolare i prodotti dei termini sulle diagonali "continue". Ripetendo a destra della matrice le sue prime due colonne:
{\displaystyle {\begin{pmatrix}a&b&c\\d&e&f\\g&h&i\end{pmatrix}}{\begin{matrix}a&b\\d&e\\g&h\end{matrix}}}
I prodotti delle componenti sulle 3 "diagonali" che partono dall'alto a sinistra (diagonali principali) sono {\displaystyle aei}, {\displaystyle bfg} e {\displaystyle cdh}, mentre sulle 3 "diagonali" che partono dal basso a sinistra (diagonali secondarie) si trovano {\displaystyle gec}, {\displaystyle hfa}, {\displaystyle idb}. Il determinante della matrice è esattamente la differenza tra la somma dei primi tre termini {\displaystyle (aei+bfg+cdh)} e la somma degli ultimi tre {\displaystyle (gec+hfa+idb)}.
Notare che il valore del determinante equivale in questo caso al prodotto misto tra i vettori:
{\displaystyle {\begin{pmatrix}a\\d\\g\end{pmatrix}},\quad {\begin{pmatrix}b\\e\\h\end{pmatrix}},\quad {\begin{pmatrix}c\\f\\i\end{pmatrix}}.}
e il suo valore assoluto è uguale al volume del parallelepipedo che ha i tre vettori come spigoli.

### Sviluppo di Laplace
Lo sviluppo di Laplace è un metodo di calcolo del determinante, che risulta efficiente solo per matrici molto piccole o contenenti un gran numero di zeri. Si procede scegliendo una riga, la {\displaystyle i}-esima, tramite la formula:
{\displaystyle \det(A)=\sum _{j=1}^{n}\ a_{i,j}C_{i,j},}
dove {\displaystyle C_{i,j}} è il complemento algebrico della coppia {\displaystyle (i,j)}, cioè {\displaystyle C_{i,j}} è data da {\displaystyle (-1)^{i+j}} per il determinante (minore) di ordine {\displaystyle n-1} ottenuto dalla matrice {\displaystyle A} eliminando la riga {\displaystyle i}-esima e la colonna {\displaystyle j}-esima.
Esiste uno sviluppo analogo anche lungo la {\displaystyle j}-esima colonna.

### Algoritmo di Gauss
La definizione assiomatica fornisce un altro utile strumento di calcolo del determinante, che si basa su questi due principi:
- Il determinante di una matrice triangolare è semplicemente il prodotto degli elementi sulla diagonale, cioè:

{\displaystyle \det(A)=\prod _{i=1}^{n}a_{ii}.}
- Usando l'algoritmo di Gauss, è possibile trasformare ogni matrice in una matrice triangolare attraverso operazioni elementari su righe e colonne della stessa ; il cui effetto sul determinante è prescritto dagli assiomi.

### Esempio
Supponiamo di voler calcolare il determinante di:
{\displaystyle A={\begin{pmatrix}-2&2&-3\\-1&1&3\\2&0&-1\end{pmatrix}}.}
Si può procedere direttamente tramite la definizione costruttiva:
{\displaystyle {\begin{aligned}\det(A)&=(-2)\cdot 1\cdot (-1)+(-3)\cdot 0\cdot (-1)+2\cdot 3\cdot 2-(-3)\cdot 1\cdot 2-(-2)\cdot 3\cdot 0-2\cdot (-1)\cdot (-1)\\&=2+0+12-(-6)-0-2=18.\end{aligned}}}
Alternativamente si può utilizzare lo sviluppo di Laplace secondo una riga o una colonna. Conviene scegliere una riga o una colonna con molti zeri, in modo da ridurre gli addendi dello sviluppo; nel nostro caso sviluppiamo secondo la seconda colonna:
{\displaystyle {\begin{aligned}\det(A)&=(-1)^{1+2}\cdot 2\cdot \det {\begin{pmatrix}-1&3\\2&-1\end{pmatrix}}+(-1)^{2+2}\cdot 1\cdot \det {\begin{pmatrix}-2&-3\\2&-1\end{pmatrix}}\\&=(-2)\cdot ((-1)\cdot (-1)-2\cdot 3)+1\cdot ((-2)\cdot (-1)-2\cdot (-3))=(-2)(-5)+8=18.\end{aligned}}}
Lo sviluppo di Laplace può essere combinato con alcune mosse di Gauss. Ad esempio qui risulta particolarmente vantaggioso sommare la seconda colonna alla prima:
{\displaystyle {\begin{pmatrix}0&2&-3\\0&1&3\\2&0&-1\end{pmatrix}}.}
Questa mossa non cambia il determinante. Sviluppando lungo la prima colonna si ottiene quindi ancora:
{\displaystyle \det(A)=(-1)^{3+1}\cdot 2\cdot \det {\begin{pmatrix}2&-3\\1&3\end{pmatrix}}=2\cdot (2\cdot 3-1\cdot (-3))=2\cdot 9=18.}

## Proprietà

### Proprietà elementari
Dalle proprietà elencate nella definizione assiomatica, è facile dedurre che:
- Se tutti gli elementi di una riga (o colonna) sono nulli, allora {\displaystyle \det(A)=0.}
- Se {\displaystyle A} ha due righe (o colonne) eguali, o proporzionali, allora {\displaystyle \det(A)=0.}
- Se una riga (o colonna) è combinazione lineare di due o più altre righe (o colonne) a essa parallele, allora {\displaystyle \det(A)=0.}
- Se {\displaystyle A} viene modificata tramite mosse di Gauss sulle colonne (invece che sulle righe), l'effetto è sempre quello descritto nella definizione assiomatica.
- In particolare, scambiando tra di loro due righe o due colonne il determinante cambia segno, restando uguale in valore assoluto. Ne consegue che un numero pari di scambi non varia né il segno né il modulo del determinante.
- Se una riga (o una colonna) è somma di due righe (o colonne), {\displaystyle \det(A)} è la somma dei due determinanti che si ottengono sostituendo a quella riga (o colonna) rispettivamente le due righe (o colonne) di cui è somma.

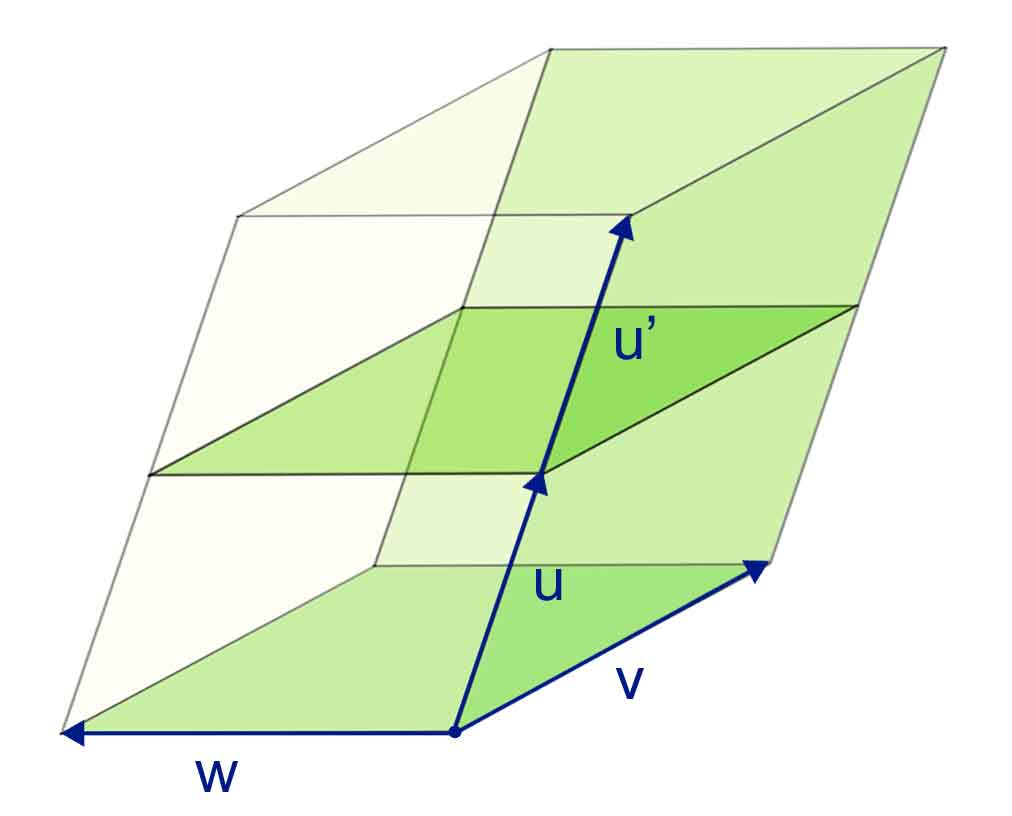
Il determinante misura il volume del parallelepipedo generato dai vettori colonna della matrice. Moltiplicando un vettore per due, il volume viene moltiplicato per due (come richiesto dalla definizione assiomatica)

### Moltiplicazione di matrici
Il determinante è una funzione moltiplicativa, nel senso che vale il teorema di Binet:
{\displaystyle \det(AB)=\det(A)\det(B).}
Una matrice quadrata {\displaystyle A} con valori in un campo {\displaystyle K} è invertibile se e solo se {\displaystyle \det(A)\neq 0}. In caso affermativo vale l'uguaglianza:
{\displaystyle \det(A^{-1})=\det(A)^{-1}.}
Le proprietà appena elencate mostrano che l'applicazione:
{\displaystyle \det \colon \mathrm {GL} _{n}(K)\to K^{*}}
dal gruppo generale lineare negli elementi non nulli di {\displaystyle K} è un omomorfismo di gruppi.
Come conseguenza del teorema di Binet, è facile verificare che {\displaystyle \det(rA)=r^{n}\det(A)}, dove {\displaystyle r} è uno scalare. Infatti, se {\displaystyle I} è la matrice identità di tipo {\displaystyle n\times n}, poiché {\displaystyle \det(rI)=r^{n}}, si ha:
{\displaystyle \det(rA)=\det(rI\cdot A)=r^{n}\det(A).}

### Trasposte, matrici simili
Una matrice e la sua trasposta hanno lo stesso determinante:
{\displaystyle \det(A)=\det(A^{T}).}
Se {\displaystyle A} e {\displaystyle B} sono simili (cioè esiste una matrice invertibile {\displaystyle X} tale che {\displaystyle A=X^{-1}BX}) allora per il teorema di Binet {\displaystyle \det(A)=\det(B)}
Questo significa che il determinante è un invariante per similitudine. Da questo segue che il determinante di una trasformazione lineare {\displaystyle f\colon V\to V} è ben definito (non dipende dalla scelta di una base per lo spazio vettoriale {\displaystyle V}).
D'altra parte, esistono matrici con lo stesso determinante che non sono simili.
Nel campo dei numeri reali, il segno del determinante è anche invariante per congruenza.

### Autovalori
Il determinante di una matrice triangolare è il prodotto degli elementi nella diagonale.
Se {\displaystyle A} è di tipo {\displaystyle n\times n} con valori reali o complessi e ha tutti gli autovalori {\displaystyle \lambda _{1},\ldots ,\lambda _{n}} nel campo (contati con molteplicità), allora:
{\displaystyle \det(A)=\lambda _{1}\lambda _{2}\cdots \lambda _{n}.}
Questa uguaglianza segue dal fatto che {\displaystyle A} è sempre simile alla sua forma normale di Jordan, che è una matrice triangolare superiore con gli autovalori sulla diagonale principale.
Dal collegamento fra determinante e autovalori si può derivare una relazione fra la funzione traccia, la funzione esponenziale e il determinante:
{\displaystyle \det(e^{A})=e^{\operatorname {tr} (A)}.}

### Derivata
Il determinante può considerarsi una funzione polinomiale:
{\displaystyle \det \colon \mathbb {R} ^{n\times n}\to \mathbb {R} ,}
quindi essa è differenziabile rispetto a ogni variabile corrispondente al valore che può assumere in una casella e per qualunque suo valore. Il suo differenziale può essere espresso mediante la formula di Jacobi:
{\displaystyle d\det(A)=\operatorname {tr} (\operatorname {cof^{T}} (A)dA),}
dove {\displaystyle \operatorname {cof^{T}} (A)} denota la trasposta della matrice dei cofattori (detta anche dei complementi algebrici) di {\displaystyle A}, mentre {\displaystyle \operatorname {tr} (A)} ne denota la traccia. In particolare, se {\displaystyle A} è invertibile si ha:
{\displaystyle d\det(A)=\det(A)\operatorname {tr} (A^{-1}dA),}
o, più colloquialmente, se i valori della matrice {\displaystyle X} sono sufficientemente piccoli:
{\displaystyle \det(A+X)-\det(A)\approx \det(A)\operatorname {tr} (A^{-1}X).}
Il caso particolare di {\displaystyle A} coincidente con la matrice identità {\displaystyle I} comporta:
{\displaystyle \det(I+X)\approx 1+\operatorname {tr} (X).}

## Applicazioni

### Sistemi lineari
Il determinante è utile a calcolare il rango di una matrice e quindi a determinare se un sistema di equazioni lineari ha soluzione, tramite il teorema di Rouché-Capelli. Quando il sistema ha una sola soluzione, questa può essere esplicitata usando il determinante, mediante la regola di Cramer.

### Matrici e trasformazioni invertibili
Una matrice è detta singolare se ha determinante nullo. Una matrice singolare non è mai invertibile, e se è definita su un campo vale anche l'inverso: una matrice non singolare è sempre invertibile.
Una trasformazione lineare del piano, dello spazio, o più in generale di uno spazio euclideo o vettoriale (di dimensione finita) {\displaystyle f\colon V\to V} è rappresentata (dopo aver scelto una base) da una matrice quadrata {\displaystyle A.} Il determinante è una quantità che non dipende dalla base scelta, e quindi solo dalla funzione {\displaystyle f}: si può quindi parlare di determinante di {\displaystyle f}, che si indica con {\displaystyle \det(f)}.
Le seguenti affermazioni su {\displaystyle f} sono equivalenti:
{\displaystyle f} è una corrispondenza biunivoca {\displaystyle \Leftrightarrow } {\displaystyle f} è un isomorfismo {\displaystyle \Leftrightarrow } {\displaystyle f} è iniettiva {\displaystyle \Leftrightarrow } {\displaystyle f} è suriettiva {\displaystyle \Leftrightarrow } {\displaystyle \det(A)=\det(f)\neq 0.}
Quindi ciascuna di queste affermazioni equivalenti è vera se e solo se il determinante non è zero.

### Autovalori e autovettori
Il determinante consente di trovare gli autovalori di una matrice quadrata {\displaystyle A} mediante il suo polinomio caratteristico:
{\displaystyle p(x)=\det(A-xI),}
dove {\displaystyle I} è la matrice identità avente stesso ordine di {\displaystyle A.}

### Basi, sistemi di riferimento
Dati {\displaystyle n} vettori nello spazio euclideo {\displaystyle \mathbb {R} ^{n}}, sia {\displaystyle A} la matrice avente come colonne questi vettori. Le seguenti affermazioni sono equivalenti:
i vettori sono indipendenti {\displaystyle \Leftrightarrow } i vettori generano {\displaystyle \mathbb {R} ^{n}} {\displaystyle \Leftrightarrow } i vettori formano una base {\displaystyle \Leftrightarrow } {\displaystyle \det(A)\neq 0.}
Se gli {\displaystyle n} vettori formano una base, allora il segno di {\displaystyle \det(A)} determina l'orientazione della base: se positivo, la base forma un sistema di riferimento destrorso, mentre se è negativo si parla di sistema di riferimento sinistrorso (in analogia con la regola della mano destra).

### Volumi

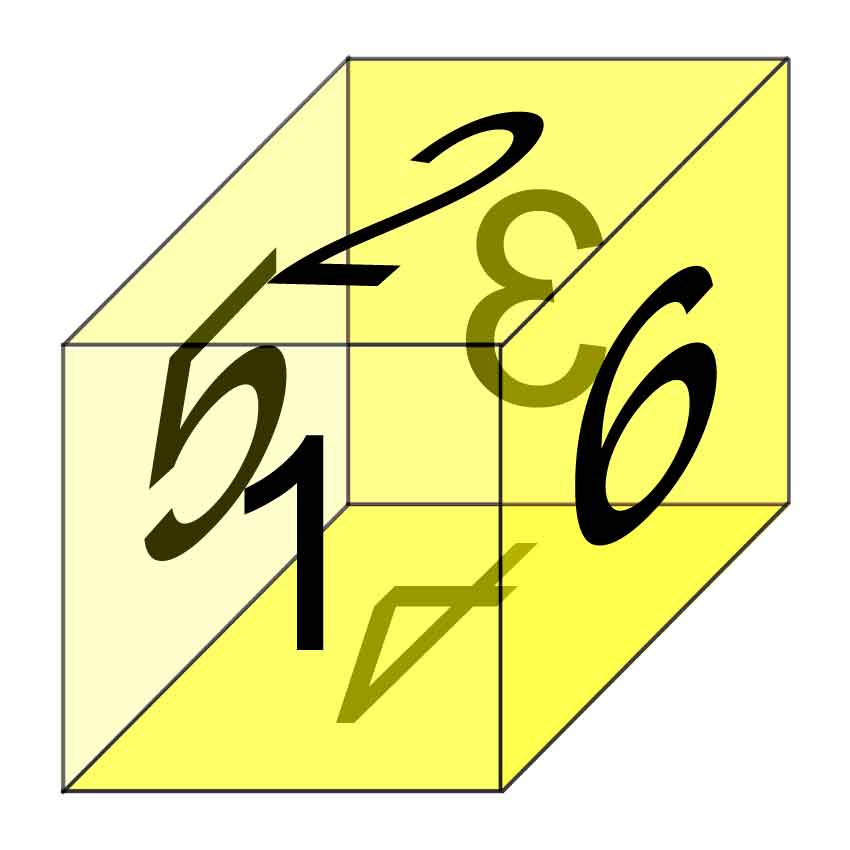
Cubo prima della trasformazione, di volume 1.

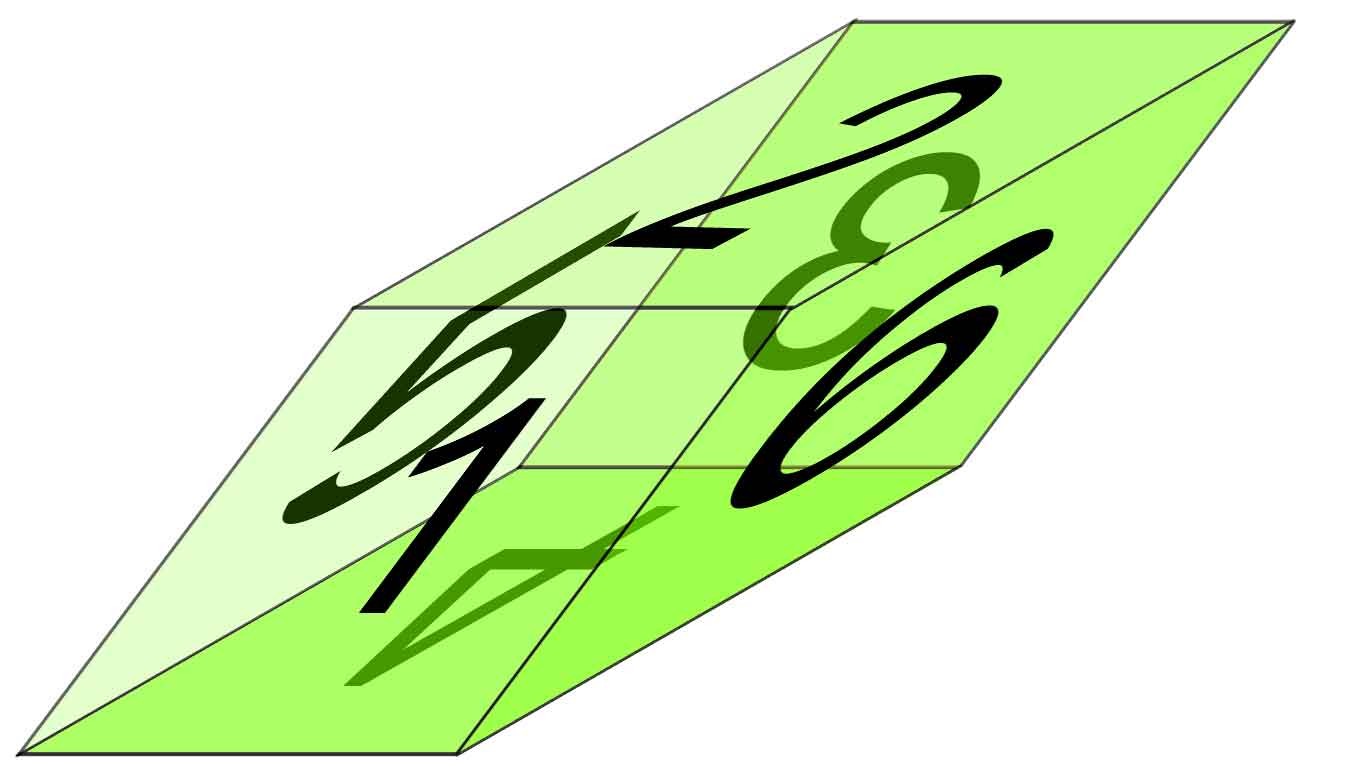
L'immagine del cubo dopo la trasformazione è un parallelepipedo, il cui volume è pari al determinante della trasformazione.

Il valore assoluto {\displaystyle |\det A|} del determinante è uguale al volume del parallelepipedo sotteso dai vettori dati dalle colonne di {\displaystyle A} (il parallelepipedo è in realtà un parallelogramma se {\displaystyle n=2}, e un solido di dimensione {\displaystyle n} in generale). Più in generale, data una trasformazione lineare:
{\displaystyle f\colon \mathbb {R} ^{n}\rightarrow \mathbb {R} ^{n}}
rappresentata da una matrice {\displaystyle A}, e un qualsiasi sottoinsieme {\displaystyle S} di {\displaystyle \mathbb {R} ^{n}} misurabile secondo Lebesgue, il volume dell'immagine {\displaystyle f(S)} è dato da:
{\displaystyle \left|\det(A)\right|\cdot \operatorname {volume} (S).}
Ancora più in generale, se la trasformazione lineare {\displaystyle f\colon \mathbb {R} ^{n}\rightarrow \mathbb {R} ^{m}} è rappresentata da una matrice {\displaystyle A} di tipo {\displaystyle m\times n} e {\displaystyle S} è un sottoinsieme di {\displaystyle \mathbb {R} ^{n}} misurabile secondo Lebesgue, allora il volume di {\displaystyle f(S)} è dato da:
{\displaystyle {\sqrt {\det(A^{T}A)}}\cdot \operatorname {volume} (S).}

## Generalizzazioni

### Pfaffiano
Lo pfaffiano è un analogo del determinante per matrici antisimmetriche di tipo {\displaystyle 2n\times 2n.} Si tratta di un polinomio di grado {\displaystyle n} il cui quadrato è uguale al determinante della matrice.

### Infinite dimensioni
Per gli spazi a infinite dimensioni non si trova alcuna generalizzazione dei determinanti e della nozione di volume. Sono possibili svariati approcci, inclusa la utilizzazione dell'estensione della traccia di una matrice.

### Determinante di un endomorfismo
Se {\displaystyle V} è uno spazio vettoriale di dimensione finita {\displaystyle n} sul campo {\displaystyle \mathbb {K} ,} allora è possibile definire il determinante di un endomorfismo {\displaystyle f\colon V\to V} direttamente, senza fare ricorso a una base di {\displaystyle V}. Sia {\displaystyle \Lambda ^{n}(V)} lo spazio vettoriale degli {\displaystyle n-}vettori di {\displaystyle V}. Consideriamo l'endomorfismo {\displaystyle T_{f}} di {\displaystyle \Lambda ^{n}(V)} definito di modo che:
{\displaystyle T_{f}(x_{1}\wedge x_{2}\wedge \cdots \wedge x_{n})=f(x_{1})\wedge f(x_{2})\wedge \cdots \wedge f(x_{n}),}
per ogni {\displaystyle x_{1},x_{2},\ldots ,x_{n}\in V}, ed esteso per linearità a tutto {\displaystyle \Lambda ^{n}(V)}. Poiché {\displaystyle \Lambda ^{n}(V)} ha dimensione uguale a 1 risulta che {\displaystyle T_{f}} altro non è che la moltiplicazione per uno scalare. Quindi possiamo definire il determinante di {\displaystyle f} attraverso l'equazione:
{\displaystyle f(x_{1})\wedge f(x_{2})\wedge \cdots \wedge f(x_{n})=\det(f)(x_{1}\wedge x_{2}\wedge \cdots \wedge x_{n}),}
per ogni {\displaystyle x_{1},x_{2},\ldots ,x_{n}\in V}. A questo punto seguono tutte le proprietà del determinante, in particolare è immediato che {\displaystyle \det(\operatorname {id} )=1} dove {\displaystyle \operatorname {id} } è l'endomorfismo identità di {\displaystyle V}. Se {\displaystyle g} è un altro endomorfismo di {\displaystyle V,} allora:
{\displaystyle {\begin{aligned}\det(g\circ f)(x_{1}\wedge x_{2}\wedge \cdots \wedge x_{n})&=(g\circ f)(x_{1})\wedge (g\circ f)(x_{2})\wedge \cdots \wedge (g\circ f)(x_{n})\\&=\det(g)(f(x_{1})\wedge f(x_{2})\wedge \cdots \wedge f(x_{n}))=\det(f)\det(g)(x_{1}\wedge x_{2}\wedge \cdots \wedge x_{n}),\end{aligned}}}
da cui {\displaystyle \det(g\circ f)=\det(g)\det(f)}. Se {\displaystyle f} non è un isomorfismo allora l'immagine di {\displaystyle f} ha dimensione strettamente minore di {\displaystyle n} e quindi {\displaystyle f(x_{1}),f(x_{2}),\ldots ,f(x_{n})} sono sicuramente linearmente dipendenti, dal momento che {\displaystyle \wedge } è una forma multilineare alternante segue che {\displaystyle f(x_{1})\wedge f(x_{2})\wedge \cdots \wedge f(x_{n})=0} e quindi {\displaystyle \det(f)=0}. Si verifica che fissata una base su {\displaystyle V} il determinante della matrice associata a {\displaystyle f} rispetto a tale base coincide con il determinante di {\displaystyle f}.